# شيرين تكالى
شيرين تكالى 
مواليد عام 1944،أنقرة. رائدة المدافعين عن حقوق المرأة في الحركة النسائية الثانية في تركيا. ناشطة وكاتبة مؤيدة للحركة النسوية.

## شبابها
وكانت الفلسفة هي الأبنة الوحيدة لاثنين من المعلمين. والدها يونس كاظم كونى وهو من عهد بيروقراطى الهام. وقد عينت مدير عام لمدرسة ابتدائية. وبدأت في دراسة كتب الفلسفة والأدب بشكل مكثف في السنوات التي استمرت فيها دراستها في القسم العلمى لمدرسة أنقرة الثانوية بنات. وبعد ان تخرجت من المدرسة الثانوية في عام 1961 واجتازت امتحان العملة الصعبة. ذهبت إلى باريس وتعلمت اللغة الفرنسية لأول مرة. وبدأت أيضا في دراسة القانون في عام 1962. وبدأت في دراسة العلوم السياسية والأجتماعية في جامعة لوزان. وغادرت باريس لأسباب لا يمكننا العثور عليها في القسم الذي قرأ وقد عاشت اضطرابات إرهابية وتحركات للبيئة السياسية التي في المدينة. وبدأت في دراسة العلوم السياسية والاجتماعية في جامعة لوزان.

## الأكاديمية
وفي عام 1967 انتهت من تعليمها الدراسى وعادت إلى اسطنبول وفي نفس العام دخلت جامعة اسطنبول كلية الاقتصاد والعلوم السياسية. وفي هذه الفترة تزوجت بأحمد تكالى الذي تعرفت عليه أثناء فترة الدراسة. وفي عام 1973 استكملت دراسة الدكتوراه مستندة على نظرية نظام ديفيد إيستون. وفي عام 1978 انتهت من الماجستير برتبة أستاذ مساعد التي تحدثت عن مشاركة المرأة في الحياة السياسية. بدأت العمل بناء على الانتخابات بعد ماكانت أستاذ مساعد. حصلت على منحة من الحكومة الفرنسية وتعلمت تقنيق رسم الخرائط في المركز الفرنسى الوطنى للبحوث العلمية المركز الوطنى للبحث العلمى. وكانت أعمالها في هذا المركز هي إعداد جميع البيانات التركية لتصفح الكمبيوتر من جهة ومن جهة آخرى تدرس اختيار موضوع علم الاجتماع في المدينة مع رانجير والفريق. وفي العام الدراسى 1980 تهيئت لجامعة إسطنبول وحققت حلقة دراسية جامعية لسياسة علم الاجتماع.

## مابعد 12 سبتمبر
أنشئت منظمة عمودية مشابهه للجيش تماما ولتقليم الحرية والأفكار والمباحثات التي في علم الاجتماع والذي أسس بعد الانقلاب العسكرى عام 1980. استقالت من الجامعة عام 1981 لاحتجاجها على السياسة الخارجية للطلاب والمحاضرين وإدارتهم بهدف تعليم الأيدولوجية الرسمية بدلا من تكوين العلم. وبعد أن انفصلت عن الجامعة بدأت العمل كمترجمة وكاتبة ومصحح لغوى. وأجرت العديد من الأبحاث الخاصة بموضوع سياسة المساواة للمرأة. وحصلت على مكانة في مجموعة لتحويل المنشورات النسائية بدعوة من يازكوالجمعية التعاونية للكتاب في عام 1981. وهذا الجروب سمح لخبراءه رفع الوعى من جانب ومن جانب آخر تخدم وظيفة هامة مثل إنشاء مصطلحات نسوية في اللغة التركية. رسالة الدكتوراة التي نشرت في عام 1982 أصبحت كتابا باسم الحياة الاجتماعية والسياسية النسائية. ويعتبر أول كتاب تركى نشر بناء على تهميش المرأة في المجالات السياسة والأجتماعية في تركيا.

## نشاطها
وفي عام 1985 طالبت بتطبيق القضاء على جميع أنواع التمييز ضد المرأة لجنة القضاء على التمييز ضد المرأة. وبدأت النضال لإصلاح القانون المدنى وبطلب حملة انتخابية. وبدأت أيضا بالتوجه مع مهرجان كاريا لمواجهة العنف المنزلى في عام 1987 ومستمرة مع حملة موراينه في عام 1989 وحصلت على مكانة رئيسية داخل النشاطات العائدة للحركة الاجتماعية بالمعنى الحقيقى وبمساهمات المرأة الكردية والنساء الريفيات والنساء الشابات. وفي عام 1989 بدأت العمل في مؤسسة وقف مركز المعلومات ومكتبة أعمال المرأة. أعمال المباحثات للنساء الشباب في عام 1990 هي عبارة عن تدوين للأبحاث التي احضرتها. وأعدت كتابا نسائيا من وجهة نظر المرأة في تركيا عام 1980 وقد نشر هذا الكتاب باللغة الإنجليزية والألمانية. وحصلت على مكانة كمؤسس في تشكيل مبادرة السلام النسائية اليونانية والتركية وفي الصفحة الرئيسية للثقافة التعاونية جمعية دعم النساء المرشحات عام1997. وبعد ان غادرت الجامعة عملت كمترجمة لكسب العيش. وأكثر من 25 كتابا للمرأة والديمقراطية قد جلبوا من الفرنسية والإنجليزية إلى اللغة التركية. وفي عام 1996 أهدتها فرنسا جائزة السعف الأكاديمية من وزارة الثقافة الفرنسية. شيرين تكالى تعيش حاليا في البدروم الطابق السفلى. 

## أعمالها
- 1986: عضوة مؤسسة في جمعية حقوق الإنسان.
- 1989: عضوة مؤسسة لمؤسسة مركز المعلومات ومكتبة أعمال المرأة اسطنبول.
- 1990: عضوة مؤسسة لملجأ سقف المرأة الأرجوانى اسطنبول.
- 1993: عضوة مؤسسة في جمعية هلنسكى للمواطينين في تركيا.
- كاتبة للعلوم والمجتمع.
- 1997: عضوة في جمعية تدعيم وتدريب النساء المرشحات.
- 2012: كاتبة صحفية لإستقلال المرأة.

## كتابها

### الكتب التركية
- دراستها بناء على مساهمة نظرية نظم ديفيد إستون اسطنبول 1976.
- المرأة والحياة السياسية والاجتماعية إسطنبول 1982.
- من أجل المرأة اسطنبول 1988.
- النساء من وجهة نظر المرأة في تركيا. إسطنبول: الإتصال 1990،1995،2010.
- سياسة الدولة للمرأة مع مريم كوراى اسطنبول 1991.

### الكتب الألمانية
- المرأة في الحياة السياسية التركية والمرأة في المجتمع التركى وعبدان المحكمة الإدارية فرانكفورت 1985.
- النساء في تركيا تحرير: شيرين تكالى، آيلا نيوسل، ميرال أقنت. انتفاضة في بيت النساء. دراسات المرأة من تركيا برلين 1991.
- حركة نسائية جديدة في تركيا تحرير: عائشة آسين، أنيل كابوتان، أوزان قاسم، مينا قيربيك. الحركة النسائية التركية كارلسروه 1992.[3]

### الكتب الإنجليزية
- المرأة في المجتمع التركى الحديث. زد بوكس 1994.

## ترجماتها
- موريس دوفيرجيه: علم الاجتماع السياسى اسطنبول 1982.
- أندريا ميشيل: النسوية إسطنبول: بيئة المرأة 1986.
- ألآين روكوى: الحكومة العسكرية في أمريكا الاتينية إسطنبول ميدان 1986.
- 19y.y مختارات من الحركة النسوية إسطنبول، آفا 1987.
- إدغار موران: أوروبا تفكر إسطنبول، آفا 1989.
- إليزابيث بادينتر: واحد هو الآخر، آفا 1992.
- ديان سكالي مع أيتك: الاغتصاب، ميتس 1994.
- ايمانويل والرشتاين، فتح العلوم الاجتماعية، منشورات ميتس اسطنبول 1996.
- هليدا مسعودى: المرأة في الجزائر، ميتس 1996.
- نورا شينى ماريا ماريا: القسطنطينية في موسم واحد، ماريا ماريا: يونى موسم الاتحاد الإفريقى القسطنطينية، الإتصال 1999.
- فتح العلوم الاجتماعية، والرشتاين وفريقه، ميتس 2014 طباعة 10.
- ستيفانوس يراسيموس: الجنسية والحدود، إسطنبول إتصال 2000 (2014 طباعة 6).
- بارينجتون مور: الأصول الاجتماعية للدكتاتورية والديمقراطية من النبلاء ودور الفلاحين في خلق العالم الحديث، دار النشر إسطنبول 2003.
- جولييت ميتشيل: النساء وأطول ثورة، المكتبة النسائية. مكتبة أغورا2006.
- جيرمن تيليونمع سيرمن: الحريم وأبناء العم، ميتس 2006.
- نورا شينى: لو أنساك إسطنبول، نشر الكتاب، كتاب إسطنبول، إسطنبول 2008.
- المحرر سميح فانر: تركيا في بداية القرن الحادى والعشرون، نشر الكتاب 2009.
- ستيفانوس يراسيموس: أساطير القسطنطينية وآيا صوفيا (المؤسسة القطسطنينية وآيا صوفيا في التقاليد التركية) الإتصال 2010،2014 طباعة 6.
- ديجانيراه كوتو: الحرب والسلام_أوروبا والأمبراطورية العثمانية، نشر الكتاب 2010.
- على قانزنجيجيل: الأفكار حول الصور النمطية لتركيا، نشر الكتاب 2010.
- إمبراطورية سليمان القانونى ونيكولاس دى نيكولاى ترجمة شيريت تكالى ومناكشه توكياى، نشر الكتاب 2014.
- إدغار موران: ماورو كيروت لدينا أوروبا، إتصال 2014، الطبعة الأولى.